# Fidés savoyards
Les fidés sont des pâtes traditionnelles de la cuisine savoyarde qui ont la forme de gros vermicelles. Leur nom est dérivé d'une cocotte en fonte spéciale appelée fide, conçue pour être utilisée sur les cuisinières à bois.
Ils sont généralement servis en accompagnement de plats en sauce tels que civets ou ragoûts.

## Confection et caractéristiques gastronomiques
Les fidés sont fabriqués à partir d'une pâte à base de farine de blé et d'eau. La pâte est passée dans une presse munie d’une matrice à trous pour former les fidés. Les pâtes obtenues sont ensuite séchées avant d'être cuisinées.
Ils sont appréciés pour leur texture délicate et leur capacité à absorber les saveurs des plats auxquels ils sont associés. Leur forme longue et fine les rend parfaits pour être mélangés avec des sauces ou des bouillons.

## Cuisson «à la fidé»
La cuisson traditionnelle des fidés est réalisée dans une cocotte selon une méthode spécifique. Tout d'abord, un oignon et de l'ail sont légèrement revenus dans du beurre et les fidés secs sont ajoutés au plat. Du bouillon est ajouté louche par louche progressivement jusqu’à que les fidés soient cuits. Ils sont ensuite liés au beaufort.
Cette technique permet aux fidés d'absorber progressivement le liquide, ce qui contribue à leur tendreté et à leur absorption des arômes du bouillon. La cuisson est ainsi plus facile à contrôler.